# Haplochromis velifer
Haplochromis velifer es una especie de peces de la familia Cichlidae en el orden de los Perciformes.

## Morfología
Los machos pueden llegar alcanzar los 10,8 cm de longitud total.

## Distribución geográfica
Se encuentra en el lago Nabugabo (África).